# 哈丽丹·阿不都卡德尔
哈丽丹·阿不都卡德尔（1965年—），新疆塔城人，维吾尔族，中华人民共和国政治人物、第十二届全国人民代表大会新疆地区代表。
毕业于新疆石油学院地质专业。2013年，担任全国人大代表。